# المجدی
المجدی فی انساب الطالبیین معروف به کتاب المَجدی در میان علمای مسلمان (عربی: ألمَجدی فی أنسابِ الطّالبیّین‎, ت.ت. 'تقدیم به مجدی در بیان نسب‌نامه قوم طالبیان')، کتابی است به زبان عربی که توسط علی بن محمد علوی عمری معروف به ابن صوفی در موضوع تبارشناسی نوشته شده است. این کتاب مربوط به قرن پنجم قمری—قرن یازدهم میلادی می‌باشد. در این اثر نویسنده به بررسی نسب عترت علویان و طالبیان، به ویژه نسب‌نامه امام اول شیعیان، علی و اولاد او پرداخته است. قریب به هزار سال از عمر این کتاب خطی می‌گذرد.

## درباره نویسنده
«علی بن محمد علوی عمری» با نام کامل «نجم الدین ابوالحسن علی بن ابوالغنائم علوی عمری» معروف به «ابن صوفی» (متولد ح. 390 قمری—ح. 1000 میلادی در بصره، متوفی ح. 460 قمری—ح. 1068 میلادی در موصل) نسب‌شناس برجسته شیعه بوده است. کتاب معروف نسب‌شناسی تاریخی عربی «المجدی فی انساب الطالبیین» مهم‌ترین اثر او در تمام زندگانی‌اش بوده است.
ابن صوفی در بصره به دنیا آمد و در همان جا بزرگ شد و به دلیل رسیدن نَسَبَش به پدربزرگش «عمر الاطرف»، فرزند امام اول شیعیان «علی»، معروف به «عمری» و همچنین معروف به «علوی» بوده است. پدربزرگ ابن صوفی، «عمر الاطرف» به «ابن تغلبیه» نیز شهرت داشته است. پدر ابن صوفی، «ابوالغنائم محمد» معروف به «ابن مهلبیه» از علمای مهم علم انساب به شمار می‌رفته است. در واقع نسب‌شناسی و شجره‌نامه‌نویسی در خاندان ابن صوفی مرسوم بوده است. حتی جد ششم او «محمد صوفی» که ابن صوفی را به او نسبت می‌دهند و به دستور هارون‌الرشید (پنجمین خلیفه عباسی) کشته شد، سابقه طولانی در علم نسب‌شناسی داشته است. به نظر می‌رسد که ابن صوفی، اگر نگوییم تمام مدت زمان عمر خود را، بلکه بیشتر اوقاتش را در بغداد به سر می‌برده و بین سال‌های ۴۰۷ تا ۴۲۰ قمری (۱۰۱۶ تا ۱۰۲۹ میلادی) در بغداد بوده است. ابن صوفی در سال ۴۲۳ قمری (۱۰۳۲ میلادی) از بصره به موصل مهاجرت کرده و در آنجا ازدواج کرده و ساکن آن‌جا شده است. ابن صوفی در ذیل روایت خود از نسب زید بن علی، از مکتب شیعه دوازده‌امامی به عنوان فرقه خود یاد کرده است. به گفته ابن طقطقی (مورخ برجسته) در کتاب «الاصیلی»، ابن صوفی در شهر موصل از دنیا رفته است.
چنان که خود ابن صوفی می‌گوید، وی از کودکی به فراگیری علوم مختلف به ویژه علم نسب‌شناسی پرداخته و از محضر اساتید بزرگی بهره برده است. سید بن طاووس (فقیه، متکلم، مورخ و منجم شیعه)، ابن صوفی را برترین نسب‌شناس زمان خود معرفی کرده است و به گفته ابن عنبه (مورخ و نسب‌شناس شیعه)، بیان ابن صوفی در زمینه نسب‌شناسی و شجره‌نامه‌نویسی، سند معتبر به حساب می‌آمده است. ابن صوفی برای کسب تجربه و دانش در علوم به ویژه علم نسب‌شناسی، به سرزمین‌ها و شهرهای زیادی از جمله رمله، نصیبین، شام، مَیافارفین، مصر، عمان، کوفه و عکبرا سفر کرده است. ابن صوفی را برخی از مورخان به عنوان ادیب، شاعر و فقیه نیز معرفی کرده‌اند.

## موضوع کتاب
کتاب «ألمَجدی فی أنسابِ الطّالبیّین» شامل شجره‌نامه پیامبر اسلام محمد و خاندان او به ویژه دوازده امام مکتب شیعه است. موضوع این کتاب شجره‌نامه سادات است. برای اثبات نسبت‌های فامیلی ذکر شده در کتاب، نویسنده از احادیث معتبر شیعه و سنی استفاده کرده است.
کتاب «ألمَجدی فی أنسابِ الطّالبیّین» اثر مهمی در موضوع تبارشناسی یا نسب‌شناسی اسلامی است که قدمت آن نزدیک به هزار سال پیش، یعنی قرن پنجم قمری (قرن یازدهم میلادی) برمی‌گردد و نویسنده در آن به نسب‌نامه اولاد علویان و طالبیان پرداخته است. در کتاب «ألمَجدی فی أنسابِ الطّالبیّین» به طور ویژه به نسب‌نامه امام اول شیعیان، علی و اولاد او، پرداخته شده است.

## محتوا
نگارنده ابتدا به اختصار به نسب محمد پیامبر اسلام پرداخته و سپس به بررسی نسب آل ابوطالب بن عبدالمطلب مشغول شده است. سه بخش اصلی کتاب شامل شجره‌نامه و نسب‌نامه سه پسر ابوطالب بن عبدالمطلب به نام‌های علی، جعفر و عقیل است. شرح شجره‌نامه و نسب‌نامه خاندان کوچکترین پسر ابوطالب بن عبدالمطلب، یعنی علی اولین امام شیعیان،  بخش بزرگتری از کتاب را به خود اختصاص داده است.
نویسنده این کتاب ابن صوفی، در ابتدای شرح نسب علی امام اول شیعیان، از دختران وی نیز یاد کرده است و سپس نسب پسر اول علی (امام دوم شیعیان) حسن بن علی را معرفی کرده، سپس نسب دومین پسر علی، حسین بن علی (امام سوم شیعیان) را معرفی می‌کند. پس از آن، نویسنده نسب سومین پسر علی، محمد حنفیه را معرفی می‌کند، سپس نسب پسر دیگر علی، عباس بن علی (ابوالفضل) را بیان کرده است. در نهایت، نسب یکی دیگر از پسران علی به نام عمر الاطرف  که جد مؤلف کتاب نیز هست، معرفی می‌شود. همچنین در قسمت معرفی انساب و اولاد پسر دوم علی، حسین بن علی، نویسنده به اختصار به نسب فرزندان سایر امامان شیعه نیز اشاره کرده است. مؤلف در بیان نسب هر کدام از امامان شیعه، شرح مختصری نیز از هر کدام از آن‌ها ذکر می‌کند و در مورد امام دوازدهم شیعیان، حجت بن الحسن، توضیحاتی بیشتر ارایه می‌دهد.
این کتاب شامل شجره‌نامه‌های علویان و طالبیانی است که به سرزمین‌هایی خارج از حجاز و عراق مهاجرت کرده‌اند که برخی از آنها به شهرت و منزلت خاصی دست یافته بوده‌اند.
کتاب با ارایه اطلاعات مختصری در مورد شجره‌نامه پیامبر خدا، محمد آغاز می‌شود. در ابتدای کتاب ذکر شده است که پیامبر اسلام، محمد، در سالی که به سال عام‌الفیل معروف بوده است (تقریباً برابر با سال ۵۷۰ میلادی)، در شهر مکه در عربستان پیش از اسلام به دنیا آمده است. سپس ذکر شده که پدر محمد، عبدالله بن عبدالمطلب قبل از تولدش درگذشته است و هنگامی که محمد شش سال داشته، مادرش را از دست داده و در سن بیست سالگی در جنگ فجار شرکت کرده است. سپس ذکر شده که محمد، در بیست و پنج سالگی با خدیجه ازدواج کرده و در شصت و سه سالگی بر اثر مسمومیت از دنیا رفته و مزارش در شهر مدینه است.
بخش آخر کتاب درباره شجره‌نامه اولاد عقیل بن ابی‌طالب (برادر بزرگتر علی) است. در این قسمت گفته شده که کنیه یا لقب عقیل بن ابی‌طالب، «ابو یزید» بوده و او ۱۸ پسر داشته است. مقاله پایانی کتاب درباره شجره‌نامه نوه عقیل بن ابی‌طالب، «جعفر بن عبدالله بن عقیل» است که در سال ۳۳۴ قمری (۹۴۶ میلادی) در حران وفات یافته است و آخرین مطلب کتاب درباره فرزندان اوست که در حلب، بیروت و مصر زندگی می‌کرده‌اند.

## اهمیت کتاب
کتاب «ألمَجدی فی أنسابِ الطّالبیّین» در زمان حیات مؤلف خود، از شهرت و اعتبار قابل توجهی برخوردار بوده و در شرق و غرب جهان اسلام رواج داشته است. این اثر، متنی کلاسیک و آموزشی در زمینه نسب‌شناسی و شجره‌نامه‌نویسی اسلامی است و نسب‌شناسان اسلامی خواندن آن را بر بزرگان واجب می‌دانند. در بسیاری از کتب تبارشناسی اسلامی که قدمت آن‌ها به قرن پنجم و ششم قمری (قرن یازدهم و دوازدهم میلادی) برمی‌گردد، از کتاب «ألمَجدی فی أنسابِ الطّالبیّین» نقل قول و به آن استناد شده است. این موضوع نشان می‌دهد که نویسنده کتاب، ابن صوفی، مورد اعتماد دیگر نسب‌شناسان آن زمان بوده است.

## در مورد نام کتاب
کتاب «ألمَجدی فی أنسابِ الطّالبیّین» مهمترین کتاب ابن صوفی است که در بررسی نسب آل پیامبر اسلام، محمد و ائمه شیعه نوشته شده است. ابن صوفی در سال ۴۴۳ قمری (۱۰۵۱ میلادی)، در زمان خلافت فاطمیان به مصر سفر کرد و در آن‌جا برخی از آثار خود را به «مَجدالدوله ابوالحسن احمد» (رئیس بیت‌الحکمه یا رییس نخبگان آن زمان) تقدیم کرد. «ابوطالب محمد» فرزند «مجدالدوله ابوالحسن احمد»، از ابن صوفی خواست تا کتاب مختصری در زمینه نسب‌شناسی بنویسد. ابن صوفی نیز این کتاب را نوشت و برای قدردانی از مهربانی «مجدالدوله»، این کتاب را به او نسبت داد و در عبارت اول نام کتاب، کلمه «المَجدی» به معنای «منسوب به مجدی» یا «تقدیم به مجدی» را آورد. پس نام کتاب «ألمَجدی فی أنسابِ الطّالبیّین» در لغت به معنای «تقدیم به مجدی در بیان نسب طالبیان» است. «طالبیان» شجره‌ای در طایفه‌ای عرب در قبیله قریش بودند که پیامبر اسلام محمد بن عبدالله به آن تعلق داشت. در واقع «طالبیان» به نسب و اولاد ابی طالب اشاره دارد.
به همین علت در میان عالمان و نسب‌شناسان اسلامی، از کتاب «ألمَجدی فی أنسابِ الطّالبیّین» با واژه اختصاری «المَجدی» نام برده می‌شود.

## درباره استنادهای کتاب
در نسخه‌های خطی قدیمی عربی، بعد از هر مطلبی بیان می‌شد که این مطلب از چه کسی و از چه منبعی نقل قول یا ذکر شده است. این عمل را «نقل» یا «روایت» (به عربی: نَقل، رِوایَت‎) می‌نامند. «روایت» همچنین به معنای انتقال دهان به دهان نیز هست. در دوران باستان عرب، اعتبار یک نسخه خطی، بستگی به نقل قول‌ها و روایت‌هایی داشت که از آن‌ها استفاده می‌کرد. اگر راوی در جامعه به عنوان فردی راستگو و امین شناخته می‌شد، گفته یا نوشته او نیز به عنوان یک سند معتبر محسوب می‌شد. از این رو نسخه‌هایی که به افراد و مطالب معتبر استناد می‌کردند، از شهرت خاصی برخوردار بودند.
کتاب «ألمَجدی فی أنسابِ الطّالبیّین»، دارای ارجاع‌ها و استنادهای فراوانی از افراد و مطالب موثق و امین در زمینه نسب‌شناسی و شجره‌نامه‌نویسی است. از این رو، کتاب «ألمَجدی فی أنسابِ الطّالبیّین» به دلیل داشتن روایت‌های معتبر و مؤلف خوشنام، در جهان اسلام در میان نسب شناسان شهرت خاصی دارد. ابن صوفی، مؤلف کتاب «ألمَجدی فی أنسابِ الطّالبیّین»، از روایت‌هایی که از طریق پدرش «ابن مهلبیه» و از طریق «عبیدلی» (نسب شناس برجسته و قابل اطمینان) به دست آورده، کتاب را پیش برده است. ابن صوفی در کتابش «ألمَجدی فی أنسابِ الطّالبیّین» از کتب و نسخ خطی و تعلیقات افراد ذیل روایت کرده است:
1. محمّد بن القاسم النسّابة، ابن صوفی از طریق پدرش، ابوالغنائم، از این فرد روایت کرده است. نام کامل این فرد «أبی الحسین محمّد بن القاسم التمیمی الاصفهانی» است.
2. شریف دندانی النسّابة
3. ابوالفرج اصفهانی، نویسنده مشهور کتاب‌های مقاتل الطالبین و کتاب الاغانی
4. ابوعبدالله صفوانی
5. ابوالحسن اشنانی
6. عثمان بن منتاب
7. ابن خداع
8. شبل بن مکین
9. علی بن الحسین بن طریف
10. أبو عدی الذارع
11. ابن أبی جزی البصری
12. یحیی بن الحسن النسّابة
13. سماکی
14. أبو بکر محمّد بن عبدة العبقسی الطرسوسی
15. سهل بن عبد اللّه بن داود المهری البخاری
16. ابن دینار همدانی
17. ابن مُعَيَّه
18. أحمد بن علی بن إبراهیم بن محمّد ابن الحسن بن محمّد الجوانی

## نسخه‌های باقی مانده
کتاب «ألمَجدی فی أنسابِ الطّالبیّین»، در اصل نسخه‌ای خطی به سبک قدیمی بوده است. در واقع چندین نسخه خطی از آن وجود داشته است. برخی از دست نوشته‌های این کتاب به مرور زمان ناقص و فرسوده شده‌اند و یا در درگیری‌های متعصبانه قومی، به آتش کشیده شده‌اند. نسخه‌های باقیمانده موجود کتاب «ألمَجدی فی أنسابِ الطّالبیّین» عبارتند از:
1. نسخه موجود در «کتابخانه مرکزی آستان قدس رضوی»، در شهر مشهد، که در سال ۱۳۳۱ شمسی (۱۹۵۲ میلادی) احیا شده است.
2. نسخه خطی ناقص در «کتابخانه سید احمد روضاتی اصفهانی» در شهر اصفهان، ایران.
3. نسخه‌ای کامل که توسط سید محمود مرعشی نجفی، احیا و بازنویسی شده است. این نسخه به شکل مدرن و آکادمیک چاپ شده و در بازار کتاب ایران موجود است.
4. نسخه جدید که در «کتابخانه آیت‌الله مرعشی نجفی» در شهر قم موجود است.
5. نسخه خطی ناقص که در «کتابخانه عمومی نیویورک» در کشور ایالات متحده آمریکا موجود است. این نسخه با شماره ۵۱۹۳۶ به عنوان یک اثر باستانی به ثبت رسیده است.

### نسخه چاپی آکادمیک
در سال ۱۴۰۹ قمری (۱۳۶۷ شمسی، ۱۹۸۹ میلادی)، تمامی نسخه‌های خطی عربی اصلی موجود از کتاب «ألمَجدی فی أنسابِ الطّالبیّین»، در ایران در شهر قم جمع‌آوری شد و مورد احیا و بازنویسی قرار گرفت. در نهایت یک نسخه آکادمیک چاپی به سبک مدرن همراه با مقدمه، تعلیقات، پاورقی و پس‌گفتار که توسط افراد مختلف نوشته شده بود، بازنشر شد. در این نسخه، کارشناسان مطالب اصلی کتاب که مربوط به علم نسب‌شناسی می‌شد را مانند نسخه‌های خطی اصلی به زبان عربی ذکر کرده‌اند، منتها این نسخه دو زبانه است (به فارسی و عربی) و دارای بخش‌های مختلفی از جمله مقدمه، تفسیرها، یادداشت‌ها و توضیحات و گفتار پایانی است که این قسمت‌ها به زبان فارسی و توسط کارشناسان مختلف به کتاب اضافه شده‌اند.
در نسخه معروفِ چاپیِ آکادمیکِ مدرنِ این کتاب که در بازارهای کتاب ایران موجود است، مقدمه توسط «سید محمود مرعشی نجفی» (کتابدار، کتاب‌شناس و نسخه‌شناس ایرانی) نوشته شده که در آن به شرح حال مؤلف اصلی کتاب، «ابن صوفی»، پرداخته شده است. تحقیق‌های لازم توسط «احمد مهدوی دامغانی» (پژوهشگر ایرانی، استاد دانشگاه و کارشناس ادبیات فارسی و عرب) انجام شده است و بیشتر توضیح‌های راهنمایی کننده و پاورقی‌های مفید توسط ایشان ذکر شده است. همچنین مقدمه مفصلی در ابتدای کتاب و توضیحات و تشریحات فراوانی در پایان کتاب باز هم به قلم «احمد مهدوی دامغانی» آورده شده است. «عبدالعزیز محقق طباطبایی»، محقق حوزه متون کهن که نقش مؤثری در احیای بسیاری از آثار شیعه داشته است، در شرح و تفسیر «ألمَجدی فی أنسابِ الطّالبیّین»، کتابی جداگانه نوشته است.

## همچنین ببینید
- عمدة الطالب
- ابن صوفی
- ابن عنبه
- صلوات
- عبارت‌های دعایی در اسلام
- مکاشفه (مذهب)
- اطلس شیعه
- دعای صباح